# Косяков, Василий Антонович
Васи́лий Анто́нович Косяко́в (26 июня (8 июля) 1862, Санкт-Петербург — 20 апреля 1921, Петроград) — русский архитектор (гражданский инженер), художник, педагог, директор Института гражданских инженеров (1905—1921), мастер русского и византийского стилей, строитель соборов в Санкт-Петербурге, Кронштадте, Петергофе, Выборге, Либаве, Астрахани, Батуми.

## Биография
Будущий архитектор Василий Косяков родился 22 апреля (4 мая) 1862 года в Санкт-Петербурге, в семье ремесленника кухмистерского цеха Антона Корнеевича Косякова. Братья Косякова, Георгий и Владимир, также впоследствии стали гражданскими инженерами. В мае 1880 года Василий Антонович окончил петербургское Первое реальное училище, в том же году поступил в Институт гражданских инженеров. В 1883—1884 годах проходил студенческую практику на строительстве вокзала в Бресте и бараков для войск Московско-Брестской железной дороги.
В мае 1885 года Советом Института гражданских инженеров Василий Косяков был удостоен звания гражданского инженера с правом производства работ по строительной и дорожной частям. При поступлении на государственную службу он получил чин X класса и оставлен при институте. Месяцем позже, 26 июня 1885 года, приказом по Министерству внутренних дел Косяков был определён на службу в это министерство (в должности коллежского секретаря со старшинством). 2 октября 1885 года — назначен Департаментом Духовных дел иностранных исповеданий «для занятия по рассмотрению проектов и смет и вообще технических вопросов», а 21 сентября 1888 года последовало назначение Косякова преподавателем Института гражданских инженеров по составлению проектов хозяйственной архитектуры (без содержания). 26 июня 1895 года он был повышен до второго помощника профессора по архитектурным проектам на 3-м курсе Института гражданских инженеров.
В 1895 году Косяков получил чин надворного советника, а 23 апреля 1896 года — назначение преподавателем по гражданской архитектуре в Институте гражданских инженеров (в помощь Н. В. Султанову). Летом 1896 года Василий Антонович был «командирован Институтом гражданских инженеров внутрь Империи на 2 месяца с целью ознакомления на практической почве с постройками по хозяйственной архитектуре», а 1 сентября 1896 года был переведён в преподаватели по гражданской архитектуре на 3-м курсе с заведованием проектами по сельскохозяйственной архитектуре на 4-м курсе. В том же 1896 году был назначен на должность архитектора при Хозяйственном управлении Синода и членом Хозяйственного комитета для заведования хозяйственной частью и казёнными зданиями при Министерстве внутренних дел. В 1897 году Косяков опубликовал «Сборник статей по службам и хозяйственной архитектуре преподавателя Института гражданских инженеров Императора Николая I» в двух частях. 25 февраля 1898 последовало следующее повышение — он стал старшим техником по чертёжной части при Техническо-строительном комитете Министерства внутренних дел.
- 26 июня 1898 г. Назначение членом Совета Института гражданских инженеров
- 1898 г. Выход из печати курса лекций «Гражданская архитектуре. Статьи по устройству лестниц, отверстий в стенах, громоотводов по лекциям преподавателя Института гражданских инженеров Императора Николая I Вас. А. Косякова I-ого»
- 1 июня 1898 г. Утверждение профессором Института гражданских инженеров
- 1 марта 1900 г. Назначение помощником производителя дел Техническо-строительного комитета Министерства внутренних дел
- 1 июля 1900 г. Утверждение экстраординарным профессором Института гражданских инженеров
- 1900 г. Выход из печати учебного пособия «Институт гражданских инженеров императора Николая I. Курс сельскохозяйственной архитектуры, читаемый преподавателем Косяковым I-м по программе Института. Составил и издал Ф. Е. Вышинский». СПб, 1900
- 1 июня 1901 г. Утверждение ординарным профессором Института гражданских инженеров
- 1901 г. Назначение членом Хозяйственного комитета при святейшем Синоде
- 1902 г. Получения чина статского советника
- 5 февраля 1905 г. Назначение Косякова членом Техническо-строительного комитета Министерства внутренних дел сверх штата с оставлением на занимаемых должностях
- 2 октября 1905 г. Утверждение в должности директора Института гражданских инженеров с оставлением на занимаемых должностях
- 1905 г. Присвоение чина действительного статского советника
- 7 декабря 1908 г. Назначение представителем от Министерства внутренних дел в Комитет попечительства о русской иконописи
- 1908 г. Переизбрание директором Института гражданских инженеров
- 14 июня 1911 г. Назначение совещательным членом Главного комитета по устройству казарм с оставлением на занимаемых должностях
- 1911 г. Переизбрание директором Института гражданских инженеров
- 1912 г. Избрание членом Реставрационной комиссии Императорской археологической комиссии
- 26 декабря 1913 г. Пожалование звания архитектора высочайшего двора за проектирование и строительство Николаевского Морского собора в Кронштадте
- Май 1914 г. Назначение на должность инспектора по строительной части Кабинета Его императорского величества
- 1914 г. Переизбрание директором Института гражданских инженеров
- 1917 г. Переизбрание директором Института гражданских инженеров

Василий Антонович Косяков скончался в Петрограде 20 апреля 1921 года (в ряде источников ошибочно указывается 5 сентября). Был похоронен на Новодевичьем кладбище; могила утрачена. 10 октября 2007 года на кладбище по инициативе студентов СПбГАСУ был заложен памятник В. А. Косякову.

## Архитектура
Так же, как и Султанов, Косяков проектировал в византийском и русском стилях. В большом количестве он строил церкви и в куда меньшем — доходные дома. Это было необычно, так как в Институте гражданских инженеров архитекторов готовили для создания дешёвых построек массового назначения. Косяков же создаёт преимущественно уникальные проекты церквей.
Первый реализованный самостоятельный проект — церковь Милующей Божией Матери в Галерной гавани (начата в 1889 году).
Косяков ввёл в строительную практику ряд передовых планировочных и конструктивных новшеств.
В 1888 году архитектор впервые применил в церкви Милующей Божией Матери (Галерная гавань, Санкт-Петербург) тип однокупольного византийского храма с четырьмя апсидами (конхами), впервые предложенный Д. И. Гриммом и Р. И. Кузьминым в 1850-х годах. Этот тип получил дальнейшее развитие в творчестве Косякова. Например, в 1895—1902 годах им был построен собор Владимира равноапостольного в Астрахани, а в 1906—1908 годах — Казанская церковь в Воскресенском Новодевичьем монастыре.
Косяков одним из первых среди петербургских архитекторов применил конструкцию свода из перекрещивающихся арок (Успенская церковь на подворье Киево-Печерской лавры, 1895—1900). Он же ввёл эту конструкцию и в типологию соборного храма, например, в соборе во имя Николя Чудотворца в Лиепае (1900—1903) и в соборе Казанского монастыря в Данилове (1900—1918). Это позволило, в свою очередь, освободить внутреннее пространство храмов от столпов, сделав интерьеры более просторными и светлыми. Использование бетона как материала для этих арок также было в то время новом словом в строительстве.
К характерным чертам церковных проектов Косякова можно отнести симметрично-осевую композицию фасадов, арочные витражные окна, арочные крыльца с гирьками, активное применение изразцов.
География построек Косякова довольно широка. Основное количество построек, возведённых по проектам архитектора, находится в Санкт-Петербурге и его пригородах. Однако некоторые его постройки находились на разных концах Российской империи: на юге (Астрахань, Батуми), на северо-западе: (Курляндская губерния, ныне Латвия), на севере (Данилов, Кукобой).

## Здания
- 1895—1904: постройка собора Петра и Павла в Петергофе по проекту Н. В. Султанова, Петергоф, Санкт-Петербургский проспект, 32[9]
- 1889—1898: церковь Милующей Божией Матери в Галерной гавани, совместно с Д. К. Пруссаком, Большой проспект Васильевского острова, 100[9]
- 1891—1899: церковь Богоявления на Гутуевском острове, СПб, Двинская улица, 2
- 1891—1892 : часовня в память события 17-го октября. СПб, Старо-Петергофский проспект, д. № 2 (?) (Не сохранилась. В городе Феодосии Республики Крым находиться её точная копия, под названием часовня Шкариных[14]).
- 1895—1900: Успенская церковь в подворье Оптиной пустыни (набережная Лейтенанта Шмидта, д. 27)[10]
- 1895—1900: подворье Киево-Печерской лавры, СПб, набережная Лейтенанта Шмидта, 27/15-я линия В. О., д. № 2 (при участии Б. К. Правдзика[9]
- 1895—1902 (конкурс 1888) — Владимирский собор, Астрахань
- 1897: доходный дом, СПб, 7-я Красноармейская улица (бывш. 7-я Рота), д. № 18.
- 1898—1899 — перестройка здания благовещенского синодального подворья СПб, 8-я линия В. О., д. № 61.
- 1899: Главный корпус Выборгской бумагопрядильной мануфактуры акционерного общества «Воронин, Лютш и Чешер». СПб, Выборгская набережная, 51, правая часть — улица Александра Матросова, 2.
- 1899—1903: Церковь Троицы Живоначальной (Гора-Валдай)
- 1901[15]: перестройка и надстройка здания первого реального училища, СПб, Большой проспект Васильевского острова, 34/12-я линия В. О., 5.

- 1901: дом Симеоновской церкви. СПб, Моховая улица, д. № 46.
- 1901—1906: Путиловская церковь (Санкт-Петербург, Проспект Стачек, д. 48 (во дворе, перестроена))[9]
- 1902: доходный дом Василия Антоновича Косякова, СПб, Малый проспект Петроградской стороны,57 — улица Ленина (бывш. Широкая ул.), 30 — Лахтинская улица, 11.
- 1900—1903: Свято-Никольский морской собор, Лиепая
- 1901—1905: церковь Иоанна Богослова, Ивановское, Кингисеппский район
- 1902—1914: Морской Никольский собор в Кронштадте[16]
- 1903: часовня Спас-на-Водах (Кронштадт)
- 1903—1905: — притворы Крестовоздвиженской (Спасо-Труниловской) церкви, СПб, Большая Посадская улица, 12 — Малая Монетная улица, 2. Совместно с А. И. Аккерманом (не сохранилась).
- 1904—1906: доходный дом П. Т. Бадаева (ул. Восстания, 19 / улица Жуковского, 53). Создан совместно с братьями Георгием и Владимиром, а также художником Никазом Подбереским[17].
- 1904—1910: Казанская церковь в подворье Валаамского монастыря (Старо-Петергофский проспект, д. 29)
- 1905: Церковь святителя Николая Чудотворца в Морском госпитале Кронштадта, Улица Мануильского (бывш. Чеботарёва ул.), д. 2а
- 1905—1908: Перестройка домовой церкви, и внутренних помещений дома призрения А. И. Тименкова и В. А. Фролова. СПб, Улица Комсомола, д.№ 6/Арсенальная набережная, д. № 5. Совместный проект с Г. А. Косяковым.
- 1905—1908: перестройка Николаевского дома призрения престарелых и увечных граждан, Расстанная улица, 20. Совместный проект с Г. А. Косяковым.
- 1906—1908: церковь Николая Чудотворца, Саблино, Тосненский район Ленинградской области
- 1908—1912: Казанская церковь в Воскресенском Новодевичьем монастыре, Московский проспект, 100.

- 1909—1912: Храм Спаса Нерукотворного Образа, село Кукобой Ярославской области
- 1912—1914: Благородное собрание, СПб, Угол Итальянской улицы, 27 и Малой Садовой ул., 2 (Манежная площадь). Совместно с Вл. А. Косяковым и Г. А. Косяковым.
- 1912—1917: Церковь Николая Чудотворца в посёлке Лебяжье
- 1914: лестничные пристройки к зданию Мариинского театра Театральная площадь, 1.
- 1900—1918: Казанский собор Даниловского Казанского женского монастыря, п. Горушка, Даниловский район Ярославской области
- 1914—1917: Гарнизонный собор Христа Спасителя в Выборге, недостроен. В 1932—1934 г. по проекту архитектора Уно Ульберга перестроен и приспособлен для размещения Выборгского провинциального архива[18].
- В Сестрорецке (под Санкт-Петербургом) есть две дачи которые относятся к памятникам культурно-исторического наследия в квартале территории пансионата «Сестрорецк» по ул. Григорьева, д. 5, корп. 8 (дача Косякова) и по Ермоловскому проспекту, д. 9, корп.7 (дача Правдзика).

По архитектурному стилю эти две дачи напоминают здания водолечебниц в Кисловодске в строительстве которых принимал участие архитектор Б. К. Правдзик, как крупный специалист по инженерным сетям водоподготовки и водоотведения. Известно, что после смерти Косякова Правдзик сменил его на посту ректора строительного института в Санкт-Петербурге. Они были ректорами института (ЛИСИ): с 1905 по 1921 год — профессор Косяков Василий Антонович, а с 1921 по 1922 год — профессор Правдзик Бронислав Казимирович. Дачи их стоят тоже рядом. Оба дома до настоящего времени отличаются оригинальностью силуэтов, красочностью, парадностью, разнообразием архитектурных приёмов, использования камня в загородном строительстве.
- Дача Л. И. Косяковой, 1909, арх. Вас. А. Косяков, г. Сестрорецк, Ермоловский пр., 11, (ул. Григорьева, д. 5, корп. 8) Постановление Правительства РФ от 10.07.2001 N 527.

Указ Президента РФ от 20.02.1995 № 176 Решение Исполкома Ленгорсовета от 05.12.1988 № 963 Федеральный уровень охраны.
.
- Дача Б. К. Правдзика г. Сестрорецк, Ермоловский пр., 9, корп. 7. Постановление Правительства РФ от 10.07.2001 № 527

Указ Президента РФ от 20.02.1995 № 176. Решение Исполкома Ленгорсовета от 05.12.1988 № 963 Федеральный уровень охраны.
- Дом А. М. Прокофьевой г. Сестрорецк, ул. Григорьева, д. 7, корп. 7. Решение Исполкома Ленгорсовета от 05.12.1988 № 963 Региональный уровень охраны

- дача Косякова корп.8
- дача Правдзика корп.7

## Адреса в Петербурге
В Санкт-Петербурге Василий Антонович Косяков проживал по разным адресам. Так, по крайней мере, с 1892 по 1893 год он обитал на Сергиевской улице 7 (ныне улица Чайковского). Затем, с 1894 по 1906 год, архитектор жил на Фурштатской улице 20, а к 1907 году переехал на Забалканский пр. 29 (ныне Московский пр.), где и оставался, по меньшей мере, до 1917 года.

## Память
9 декабря 2020 года его именем назван сквер в Санкт-Петербурге.